# Heterorhabditis heliothidis
Heterorhabditis heliothidis är en rundmaskart som först beskrevs av Khan, Brooks och Hirschmann 1976.  Heterorhabditis heliothidis ingår i släktet Heterorhabditis och familjen Heterorhabditidae. Inga underarter finns listade i Catalogue of Life.